# Shamsia Hassani

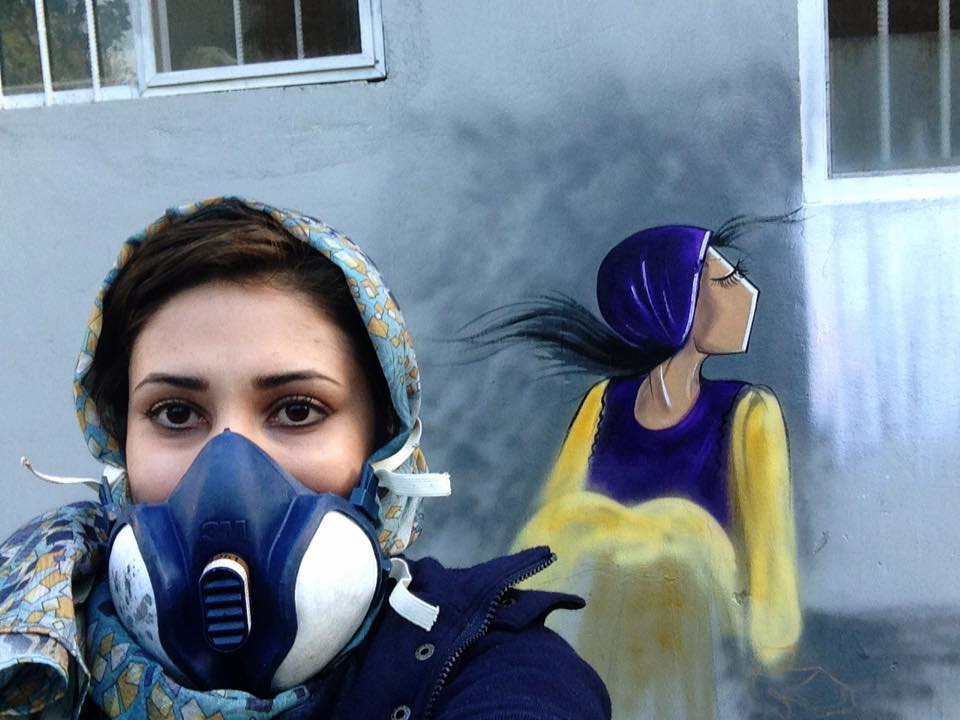
Shamsia Hassani (2017)

Shamsia Hassani (persisch شمسیه حسنی; geboren 1988) ist eine afghanische Graffiti-Künstlerin. Ihre Porträts widmet sie Frauen, die von den Taliban bedroht werden; sie ist die erste weibliche Graffiti- und 3D-Street-Art-Künstlerin Afghanistans. Shamsia Hassanis Kunst wurde weltweit ausgestellt und ist auf Wänden in Afghanistan, den Vereinigten Staaten, Italien, Deutschland, Indien, Vietnam, der Schweiz, Dänemark, Norwegen und anderen Ländern zu sehen. Vor der Machtübernahme durch die Taliban im August 2021 war sie Professorin für Bildende Kunst an der Universität in Kabul.

## Leben

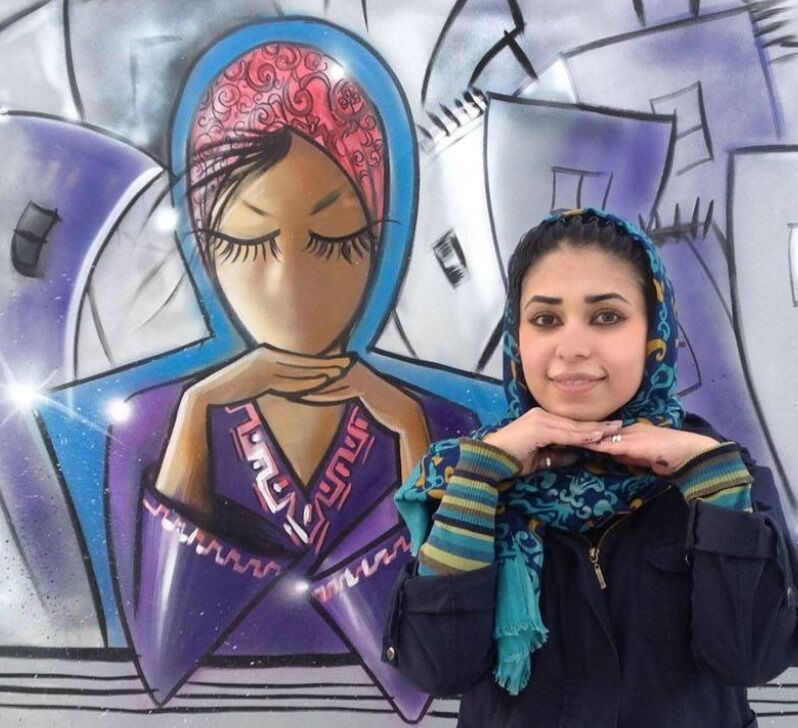
Shamsia Hassani mit der Secret Series in Kabul (Afghanistan, 2016)

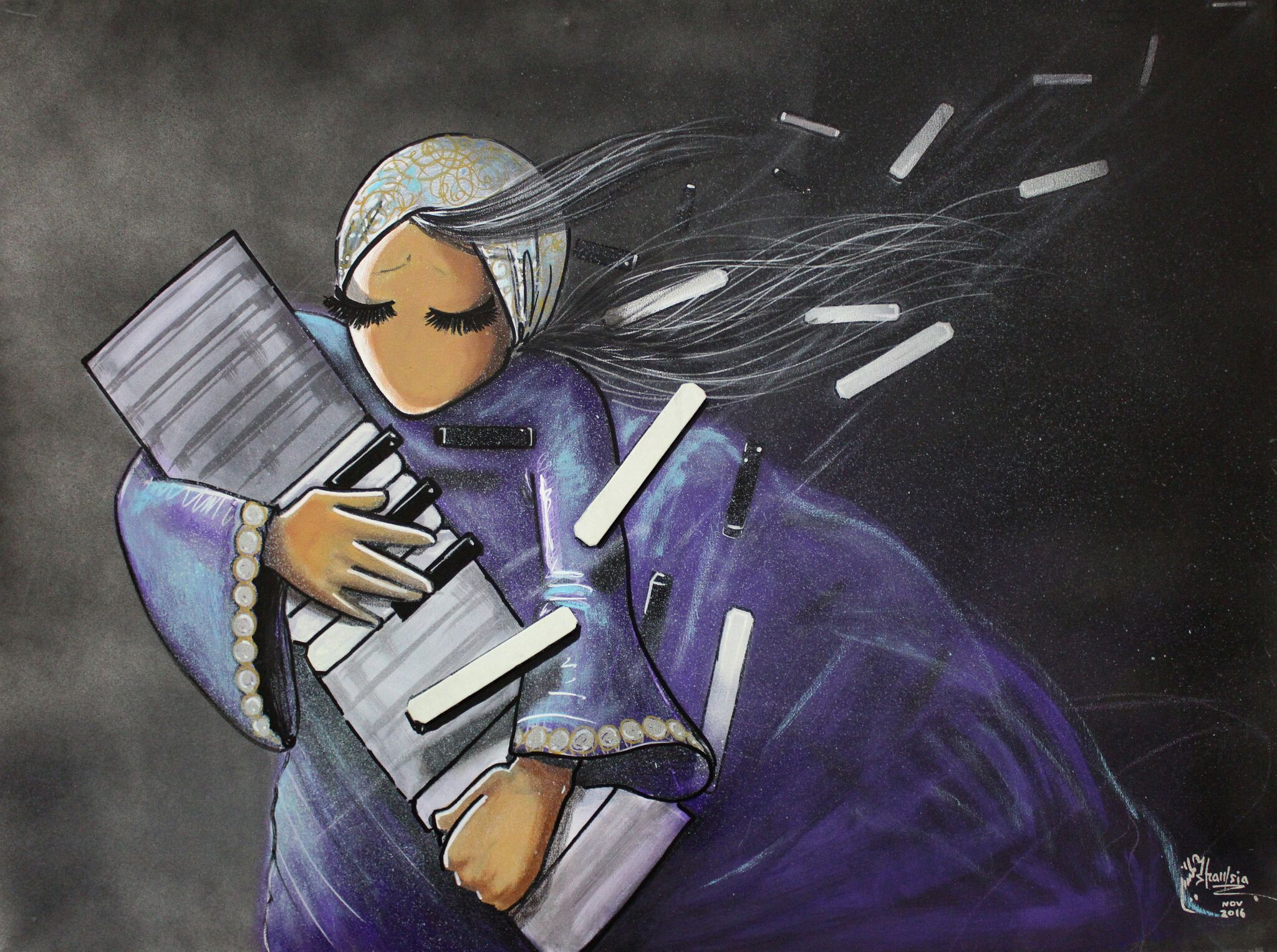
Prestige Series in New York, USA

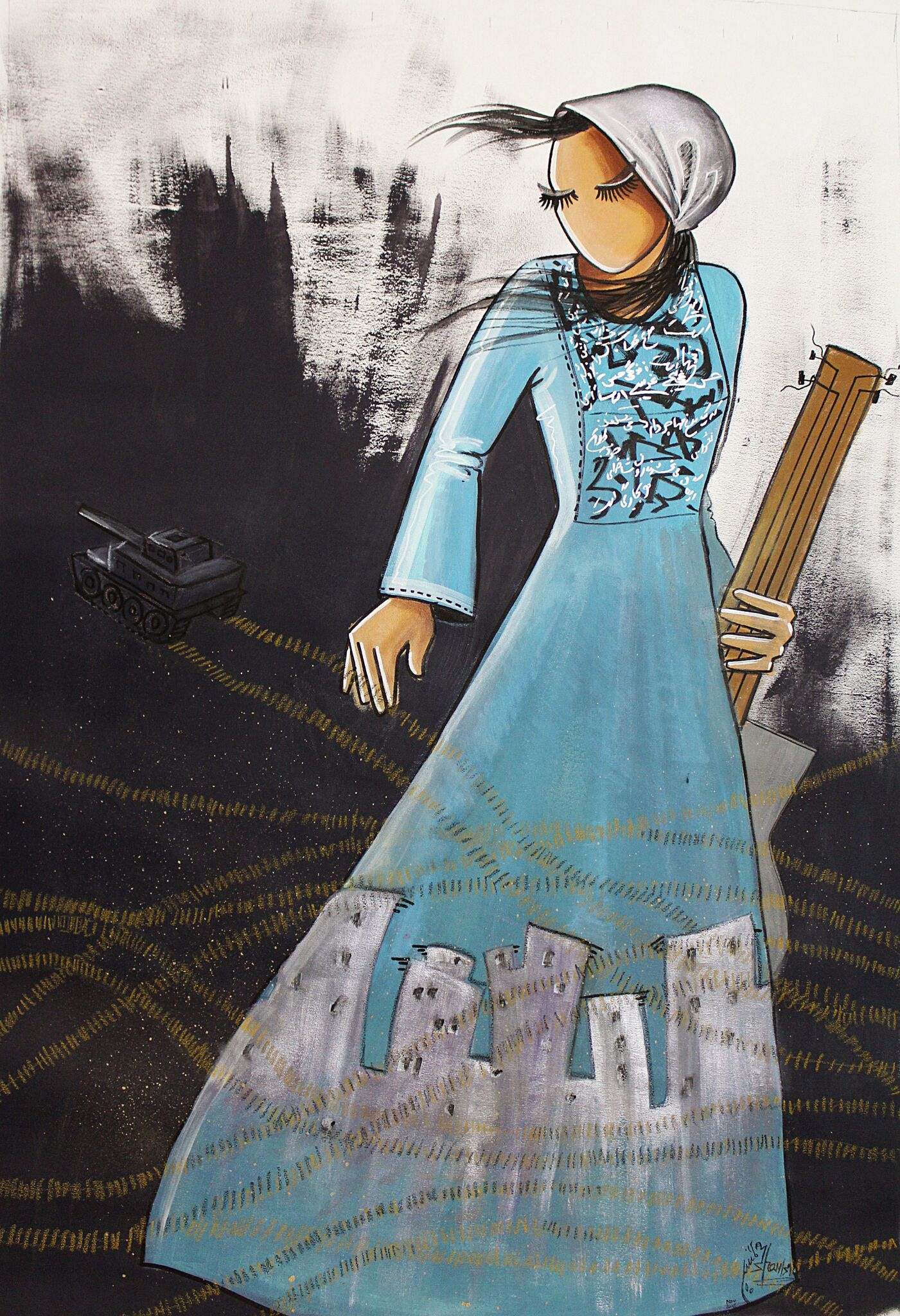
Prestige Series in New York, USA

Shamsia Hassani wuchs als Tochter afghanischer Eltern im Iran auf. Schon als Kind begann sie zu malen. Während ihrer Schulzeit im Iran hatte sie aufgrund diskriminierender Gesetze gegen afghanische Flüchtlinge eingeschränkten Zugang zu Bildung. 2001 erschien ihrer Familie die Lage in Afghanistan stabil genug, um nach Hause zurückzukehren. Dort studierte sie 2009 an der Universität Kabul das Fach Malerei, das sie mit dem Bachelor of Arts abschloss, und belegte dort 2010 einen Workshop über die Kunst des Graffitos bei dem britischen Künstler Chu. Darüber hinaus hat sie einen Masterabschluss in Bildender Kunst. Hassani arbeitete seit ihrem Abschluss zunächst als Dozentin für Bildende Kunst und später als Associate Professor für Zeichnung und Anatomische Zeichnung an der Universität Kabul. Diese Position musste sie bei der Machtübernahme durch die Taliban aufgeben.

## Werk
Mittelpunkt ihrer Arbeit ist die prekäre Situation von Frauen und Mädchen in der von Männern dominierten afghanischen Gesellschaft.
Hassani stand 2014 auf der Liste der 100 wichtigsten globalen Denker, die von Foreign Policy, einem US-Magazin mit Schwerpunkt Außenpolitik, zusammengestellt wurde. In dem Kinderbuch Good Night Stories for Rebel Girls, einer Sammlung mit Porträts von Frauen aus der ganzen Welt, die etwas bewegen, ist Hassani porträtiert.
Die Kunstwerke von Shamsia Hassani zeigen oft Frauen in Burkas und mit Kopftuch, die in Verbindung mit Fischen, Musikinstrumenten und anderen Gegenständen stehen. Hassani beschreibt dies so: „Ich versuche, sie größer zu zeigen, als sie in Wirklichkeit sind - und moderner. So wirken sie stärker. Ich versuche, die Menschen dazu zu bringen, sie anders zu betrachten.“

„Eine verschleierte Frau verliert durch das Kopftuch nicht ihre Identität. Sie hat die gleichen Rechte wie jeder andere Mensch einer Gesellschaft.“

In leuchtenden Farben und geometrischen Formen kommen in Hassanis Werk verschiedene Emotionen zum Ausdruck: Sehnsucht und Trotz, Hoffnung und Herzschmerz, Freiheit und Angst. Besondere Merkmale ihrer Figuren sind die Gesichter ihrer Protagonistinnen, wo lange Wimpern, die über geschlossene Augen fallen, dargestellt werden. Haare, die unter Kopftüchern zum Vorschein kommen und zum Teil widerspenstig daraus hervorschauen. Die Figuren haben keine Münder und gelegentlich sind zusätzlich Elemente aus der Natur zu finden. „Ihre Augen sind geschlossen, denn normalerweise gibt es für sie nichts Gutes zu sehen, nicht einmal ihre Zukunft. Aber das heißt nicht, dass sie blind sind.“
Sie nutzt diese Form der Kunst, um im öffentlichen Raum, der allen zugänglich ist, ihre Vorstellungen von modernen afghanischen Frauen sichtbar zu machen. Hassani verleiht ihnen Stärke, Freude, Dynamik und Energie. „Graffitis wurden für mich zum Werkzeug, um die vom Krieg zerrissenen Mauern meiner Stadt in farbenfrohe Gemälde zu verwandeln. Ich wollte die Kriegsgeschichten meiner Stadt mit Farben verstecken, damit Menschen anstelle von Rissen und Kugeln neue Dinge sehen.“
Ihre Arbeit ist stets mit einem Sicherheitsrisiko verbunden, in Kabul ist Graffiti nicht illegal, vielmehr ist sie mit konservativen Wertevorstellungen von Passanten konfrontiert, die ihre Form der öffentlichkeitswirksamen Gestaltung mittels Kunst oft kritisieren. Dabei liegt es nicht in erster Linie an ihrer Kunst, sondern auch daran, dass sie eine Frau ist. Hassani begann mit kleinen Graffiti Kabuls Betonwände zu verzieren. In der Serie Dreaming Graffiti übermalte sie digitale Fotografien von Gebäuden oder legte mittels Photoshop Farben und andere Bilder darüber. Hassanis umfangreiches Werk beinhaltet Graffiti, großformatigen Leinwände und Miniaturserien auf Dollarnoten – eine Anspielung auf die US-Außenpolitik.
Hassani reagiert mit Kunst auf die Angriffe der Taliban und anderer extremistischer Gruppen. Dabei entstehen erschütternde Bilder von Schmerz und Verlust, wie im November 2020 nach einem Angriff auf die Universität Kabul, an der Hassani zu dem Zeitpunkt tätig war.
Hassanis Kunst ist im In- und Ausland bekannt. Durch soziale Medien wie Facebook, Twitter und Instagram ist sie international vernetzt. Im Jahr 2021 war sie in der 100-Women-Liste der BBC gelistet.

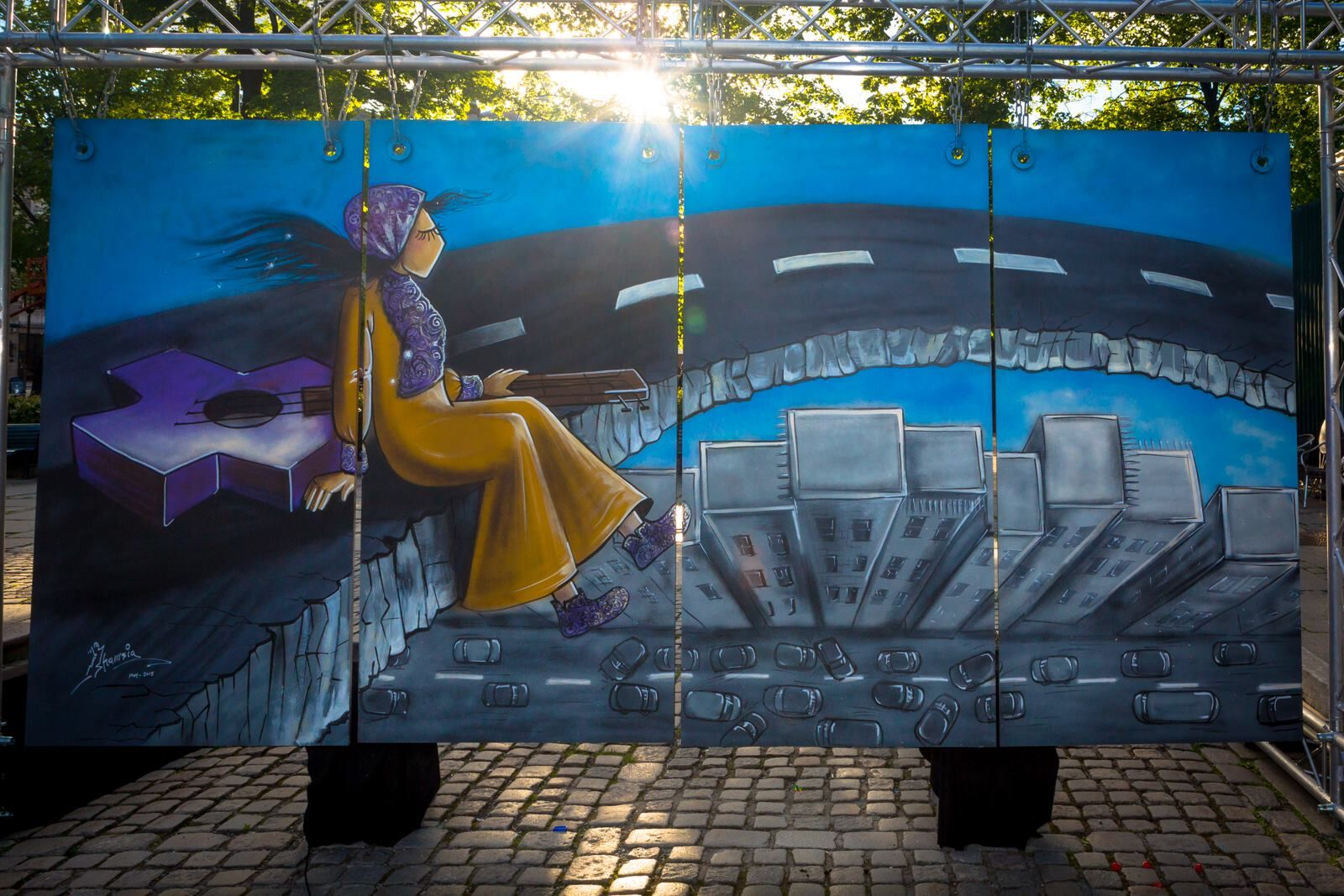
Once Upon a Time Series, Oslo, Norwegen
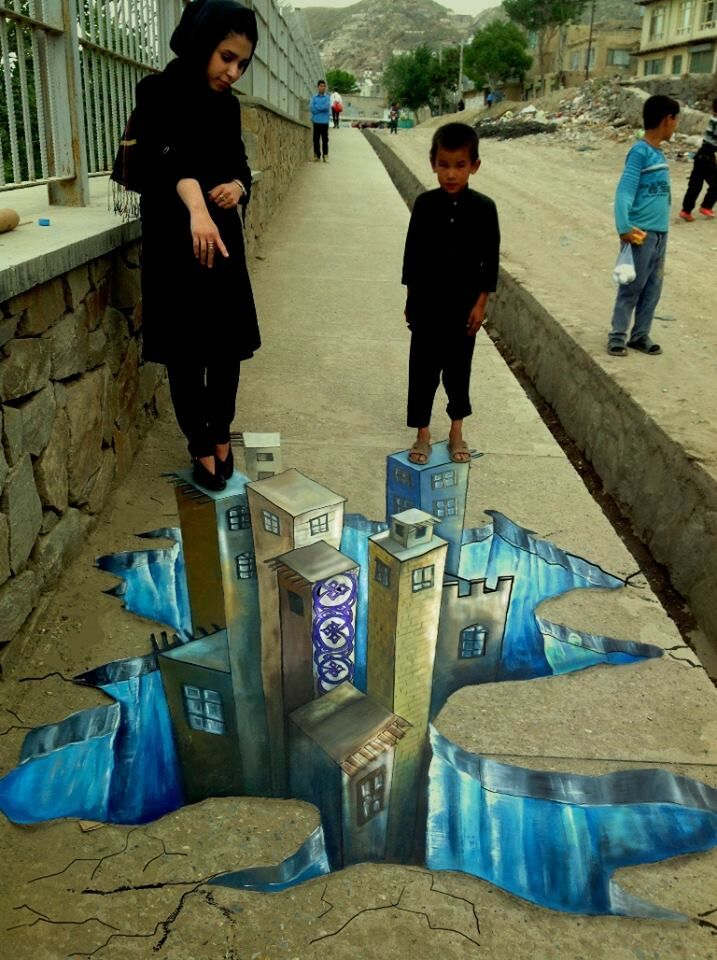
3D Graffiti, Kabul, Afghanistan
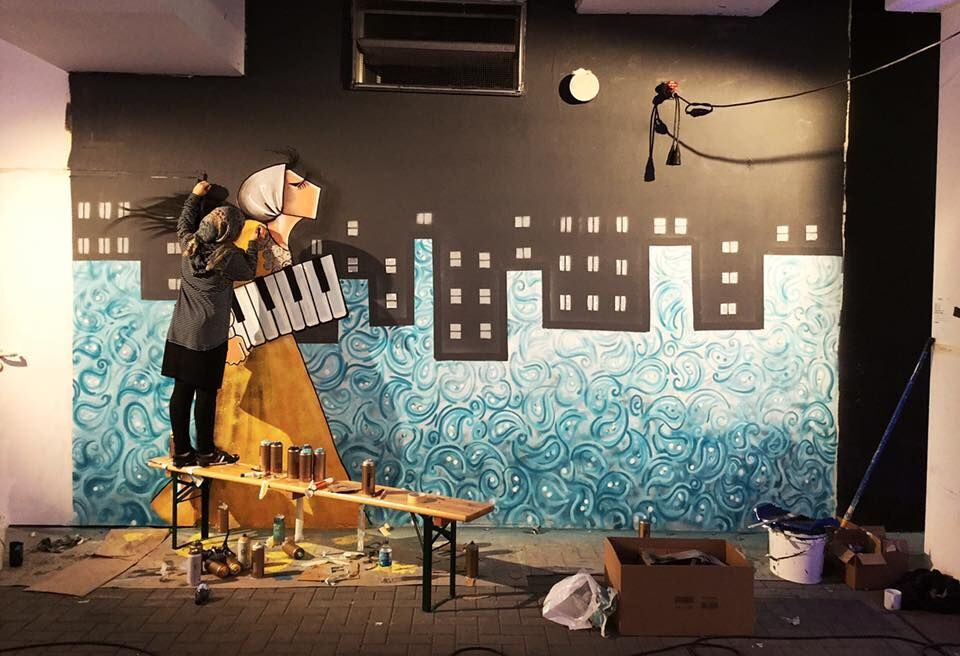
Birds of No Nation, Hamburg, Deutschland.
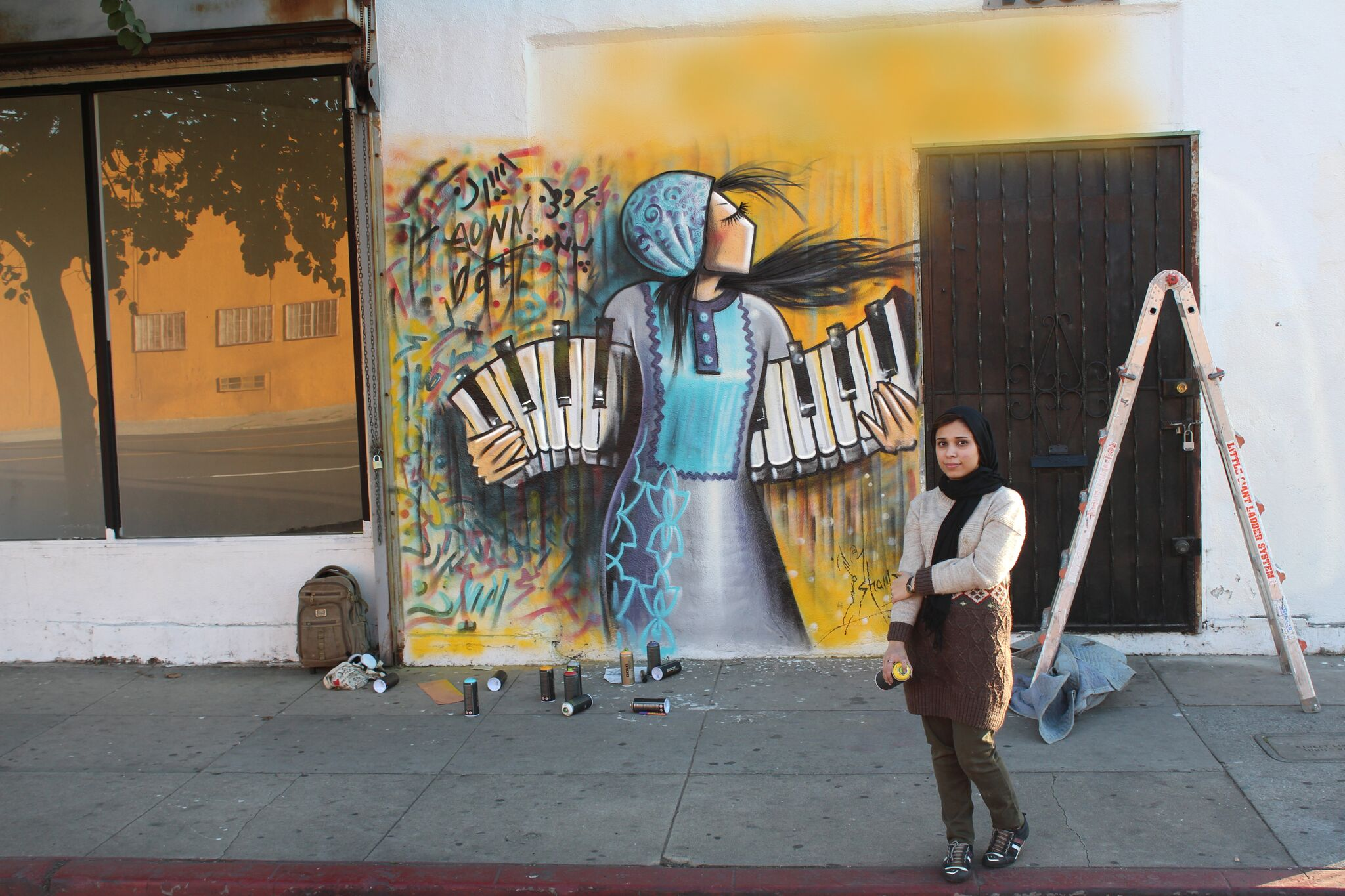
Birds of No Nation Series, Los Angeles, USA
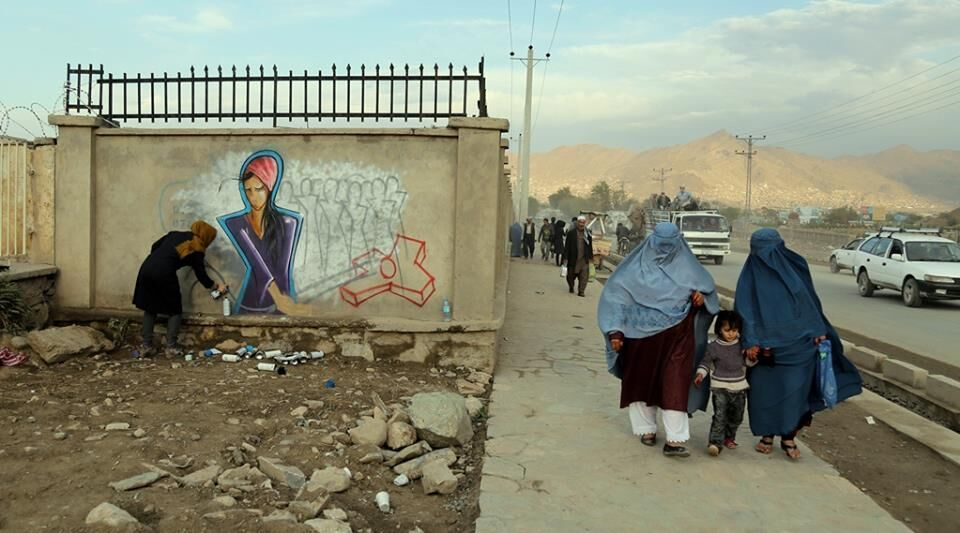
Graffiti am Darul Aman Palace, Kabul, Afghanistan
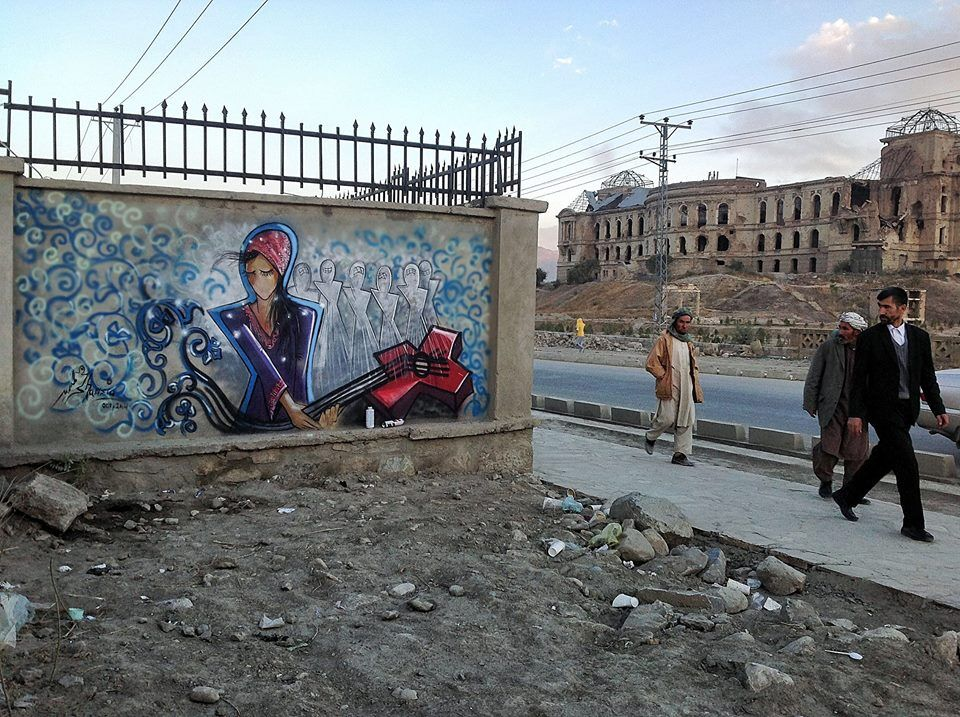
Graffiti am Darul Aman Palace, Kabul, Afghanistan
What About the Dead Fish, Kabul, Afghanistan

### Machtübernahme durch die Taliban

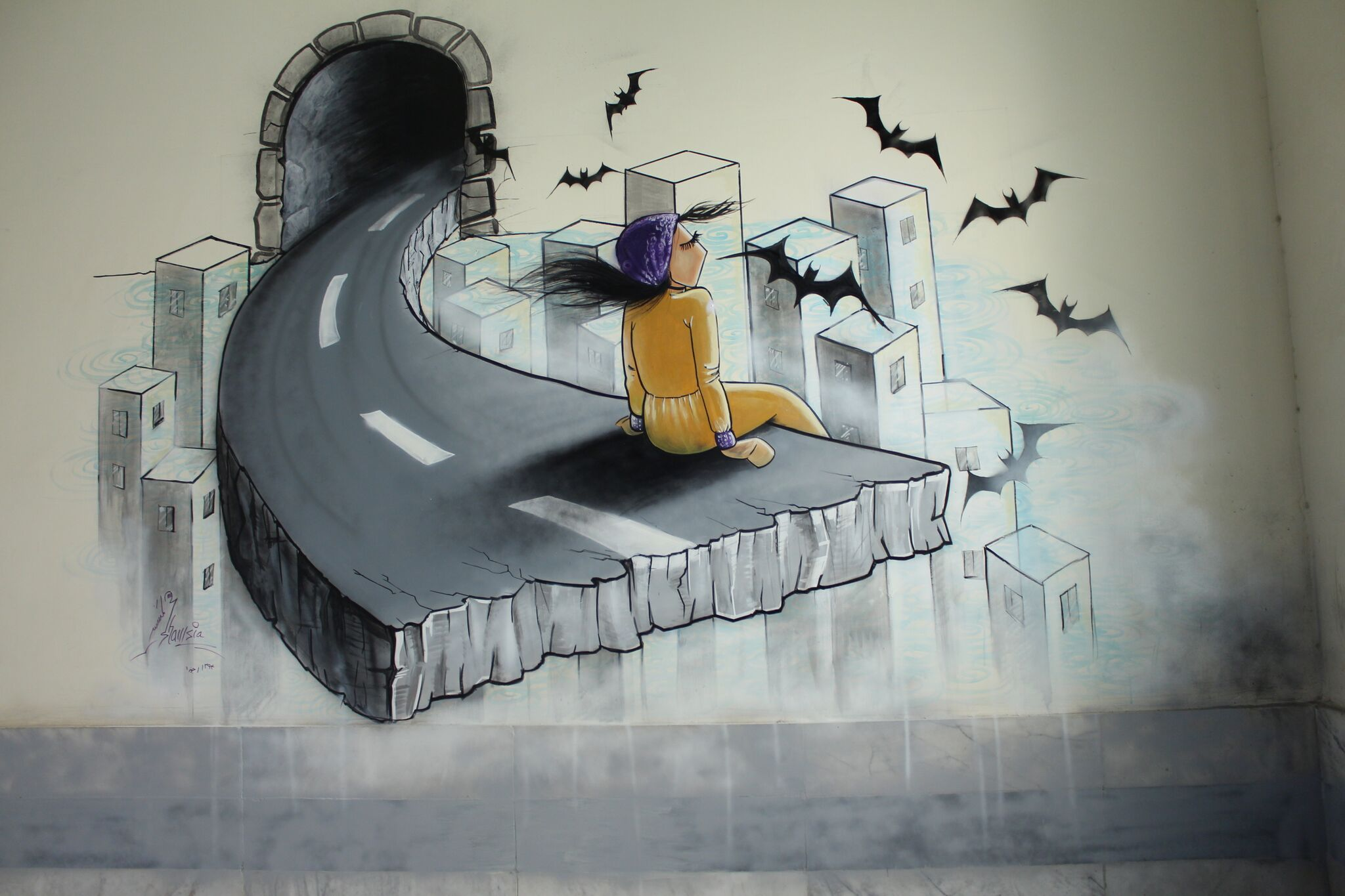
Once Upon a Time Series in der Universität Kabul, Afghanistan

Seit der Machtübernahme Kabuls im August 2021 durch die Taliban nutzte Shamsia Hassani ausschließlich soziale Medien wie Twitter, um ihre Graffiti zu teilen. Am 10. August, wenige Tage vor dem Fall von Kabul, hatte sie ein Graffiti mit dem Titel Nightmare (Albtraum) auf Twitter veröffentlicht. Zu sehen ist eine Frau, die ein Musikinstrument hält, umgeben von Männern mit Waffen. Am Tag der Eroberung Kabuls durch die Taliban, dem 15. August, schuf sie ein Bild, das eine Frau mit einem Blumentopf vor einem bewaffneten Mann zeigt. Drei Tage später postete sie das Bild Death to darkness (Tod der Dunkelheit), auf dem der Blumentopf zu Boden gestoßen wird und die Frau weinend auf den Knien vor dem bewaffneten Mann liegt. Beide Bilder zeigen die Frau in strahlendes Blau gekleidet, während alles andere, einschließlich des bewaffneten Mannes, schwarz dargestellt ist.
Hassani, die weiterhin Bilder postet, hält sich seit der Machtübernahme an einem nicht näher bekannten Ort auf, um sich nicht zu gefährden. Künstlerinnen befinden sich in Afghanistan in einer besonders gefährlichen Lage: Sie stehen als Frauen und als Kreative im Brennpunkt der Taliban, die Kunst als Verstoß gegen ihre strenge Auslegung des islamischen Rechts sehen. „Einige Leute denken, dass Kunst im Islam nicht erlaubt ist, und glauben, sie müssten mich aufhalten“, sagte Hamsani in einem Interview mit der Deutschen Welle. „Mein Land und meine Kunst gaben mir eine Identität. An dem Tag, als Kabul fiel, konnte ich es nicht glauben; mein Herz brannte.“ Viele ihrer Werke wurden zwischenzeitlich entfernt und von den Taliban übermalt.

„Früher habe ich geglaubt, dass Kunst stärker ist als Krieg, aber jetzt weiß ich, dass der Krieg stärker ist und alles, was wir in 20 Jahren aufgebaut haben, innerhalb von Minuten durch seine Dunkelheit zerstört werden kann. Der Grund, warum ich hier immer noch male, ist, dass ich mich über Wasser halten und nicht in dieser Dunkelheit untergehen will.“

Mehrere prominente afghanische Künstler und Künstlerinnen haben ihre Konten in den sozialen Medien nach der Machtübernahme durch die Taliban gelöscht. Einige von ihnen waren weiterhin aktiv, auch Shamsia Hassani veröffentlicht weiterhin ihre Werke in den sozialen Medien. Hassanis Kunst wurde von A Mighty Girl auf Facebook aufgegriffen und geteilt, um die Menschen zu ermutigen, für Organisationen zu spenden, die den Afghanen vor Ort helfen, darunter auch Women for Afghan Women.

### Hintergründe
Afghanistan befindet sich seit 1978 in einem fast ständigen Konflikt. Der jahrzehntelange Krieg zerstörte einen Großteil der Literatur und Kunst in Afghanistan, das einst ein kulturell reiches Land war. Durch diesen Verlust entstand ein Aufbruch der traditionell von Männern der Oberschicht geprägten Kunstwelt, die zur Gründung verschiedener Organisationen geführt hat.
In Kabul tauchten zahlreiche Straßenkünstlergruppen auf, die mit farbenfrohen Wandmalereien politische Botschaften für einen sozialen Wandel in Afghanistan vermittelten. Eine dieser Gruppen nennt sich die ArtLords und wurde 2014 gegründet.  Es ist eine Graswurzelbewegung von Künstlern und Freiwilligen, die zusammen Wege für einen sozialen Wandel mit Kunst als Mittel fordern. Sie bringen Themen wie die Stärkung der Rolle der Frau, Terrorismus und Korruption in den öffentlichen Raum. Der Name ist eine ironische Anspielung an die Warlords, die in Afghanistan viel Macht ausüben.
Das Stadtbild von Afghanistan hat sich in den letzten Jahren seit circa 2005 infolge unzähliger Anschläge durch Selbstmordattentäter verändert. Es kam zu gefährlichen Angriffen mit Autobomben und magnetischen Sprengsätzen, gezielte Terroranschläge auf Regierungsgebäude, Botschaften, schiitische Moscheen, Geschäfte und Restaurants. Diese Einrichtungen sind mit Barrikaden und meterhohen Betonschutzwänden umgeben, und das ursprüngliche Stadtbild ist hinter diesen Strukturen verschwunden. Die Straßen um die Regierungsgebäude und Botschaften haben sich in Betonschluchten verwandelt, die als Leinwände für die ArtLords dienten. Seit ihrer Gründung haben die bei ArtLords organisierten Künstlerinnen und Künstler mehr als 2000 Betonschutzwandbilder in 19 der 34 Provinzen Afghanistans geschaffen. Sie riskieren für diesen Aktivismus Verhaftung und sogar Ermordung.
Die Arbeit von ArtLords ist nach der Machtübernahme durch die Taliban nicht mehr öffentlich möglich und schafft im Exil weiterhin neue Werke. Die Organisation hat bisher mehr als 40 Künstlerinnen und Künstler aus Afghanistan evakuiert und neue Kooperationen für diese im Exil gefunden.

## Auszeichnungen
- Als eine von 10 Künstlerinnen wurde Shamsia Hassani 2009 mit dem Afghan Contemporary Art Prize ausgezeichnet.
- 2021: Liste der 100 Frauen des Jahres 2021 (BBC)

## Ausstellungen (Auswahl)
- 2012: Gemälde, US-Botschaft in Afghanistan
- 2017: Traces of Words: Kunst und Kalligrafie aus Asien, Gruppenausstellung im Museum of Anthropology at University of British Columbia, Vancouver
- 2017: Gemälde, Seyhoun Art Gallery, Los Angeles
- 2017: Gemälde, Elga Wimmer Gallery, New York
- 2019: mit Jahan Ara Rafi und Nabila Horakhsh: Chahar Chob, Afghanistan Photographers Association (APA), Kabul

## Kunstwerke im öffentlichen Raum
- 2012: zusammen mit El Mac, Wandbild in Vietnam
- 2013: Graffiti im Kunstmanagement-Workshop in Khoj, Indien
- 2015: Live-Graffiti bei Oslo Freedom Forum im Spikersuppa Park, Oslo, Norwegen
- 2016: Wandbild im Rahmen des Festivals Millerntor Gallery, Hamburg
- 2016: Graffiti in Los Angeles, Kalifornien
- 2017: Graffiti für die Ausstellung Art in Protest für das Human Rights Program, New York (Oslo Freedom Forum)
- 2017: Graffiti an der Wand des Leonardo da Vinci Instituts, im Rahmen der Biennale di Firenze in Florenz, Italien
- 2017: Wandmalerei in Ventura, Kalifornien
- 2018: Wandmalerei für Wide Open Walls in Sacramento, Kalifornien
- 2018: Wandmalerei für das Eugene 20x21 Projekt in Eugene (Oregon)
- 2018: Graffiti für das Istanbul Comic Art Festival, Istanbul, Türkei